# Michala Marková
Michala Marková (* 1974 Praha) je česká překladatelka.
Překládá z angličtiny a francouzštiny. Jako překladatelka často spolupracuje s nakladatelstvím Argo. V roce 2003 získala v rámci Ceny Josefa Jungmanna tvůrčí cenu za překlad knihy Dáma, která měla ráda čisté záchodky od J. P. Donleavyho. V roce 2007 byla nominována na stejnou cenu za překlad knihy Marka Haddona Problémové partie.